# La storia di Serafino/La pelle
La storia di Serafino/La pelle è un singolo del cantante italiano Adriano Celentano pubblicato in Italia nel 1969. Entrambi i brani sono contenuti nell'album dello stesso anno, Le robe che ha detto Adriano. Il brano è contenuto nella colonna sonora del film del 1968 Serafino diretto da Pietro Germi. Il brano "La pelle" era già stata incisa nell'album precedente Adriano rock con il titolo "Il grande sarto".

## Tracce
1. La storia di Serafino (Orchestra Nando de Luca) – 4:00 (testo: Luciano Beretta, Miki Del Prete – musica: Carlo Rustichelli, Adriano Celentano)
2. La pelle (Orchestra Nando de Luca) – 3:13 (testo: Luciano Beretta, Miki Del Prete – musica: Gino Santercole)